# Шефы департамента полиции Лос-Анджелеса
Шеф департамента полиции Лос-Анджелеса (ЛАПД) является главой департамента полиции Лос-Анджелеса.

## Список шефов полиции
| Шеф                | Начала срока         | Конец срока           | Примечание           |
| ------------------ | -------------------- | --------------------- | -------------------- |
| Джейкоб Геркенс    | 18 декабря 1876 года | 26 декабря 1877 года  | [ 1 ]                |
| Эмиль Харрис       | 27 декабря 1877 года | 5 декабря 1878 года   | [ 2 ]                |
| Генри Кинг         | 5 декабря 1878 года  | 11 декабря 1880 года  | [ 3 ]                |
| Джордж Гард        | 12 декабря 1880 года | 10 декабря 1881 года  | [ 4 ]                |
| Генри Кинг         | 11 декабря 1881 года | 30 июня 1883 года     | [ 5 ]                |
| Томас Кадди        | 1 июля 1883 года     | 1 января 1885 года    | [ 6 ]                |
| Эдвард Маккарти    | 2 января 1885 года   | 12 мая 1885 года      | [ 7 ]                |
| Джон Хорнер        | 13 мая 1885 года     | 22 декабря 1885 года  | [ 8 ]                |
| Джеймс Дэвис       | 22 декабря 1885 года | 8 декабря 1886 года   | [ 9 ]                |
| Джон Скиннер       | 13 декабря 1886 года | 29 августа 1887 года  | [ 10 ]               |
| П.М. Дарси         | 5 сентября 1887 года | 22 января 1888 года   | [ 11 ]               |
| Томас Кадди        | 23 января 1888 года  | 4 сентября 1888 года  | [ 6 ]                |
| Л.Г. Лумис         | 5 сентября 1888 года | 30 сентября 1888 года | [ 12 ]               |
| Хьюберт Бенедикт   | 1 октября 1888 года  | 1 января 1889 года    | [ 13 ]               |
| Терренс Куни       | 1 января 1889 года   | 1 апреля 1889 года    | [ 14 ]               |
| Джеймс Бёрнс       | 1 апреля 1889 года   | 17 июля 1889 года     | [ 15 ]               |
| Джон Гласс         | 1 апреля 1889 года   | 17 июля 1889 года     | [ 16 ]               |
| Чарльз Элтон       | 1 января 1900 года   | 5 апреля 1904 года    | [ 17 ]               |
| Уильям Хэммел      | 6 апреля 1904 года   | 31 октября 1905 года  | [ 18 ]               |
| Уолтер Обл         | 1 ноября 1905 года   | 20 ноября 1906 года   | [ 19 ]               |
| Эдвард Керн        | 20 ноября 1906 года  | 5 января 1909 года    | [ 20 ]               |
| Томас Броудхэд     | 5 января 1909 года   | 12 апреля 1909 года   | [ 21 ]               |
| Эдвард Дишман      | 13 апреля 1909 года  | 15 января 1910 года   | [ 22 ]               |
| Александр Гэллоуэй | 14 февраля 1910 года | 27 декабря 1910 года  | [ 23 ]               |
| Чарльз Себастьян   | 3 января 1911 года   | 16 июля 1915 года     | [ 24 ]               |
| Кларенс Снайвли    | 17 июля 1915 года    | 15 октября 1916 года  | [ 25 ]               |
| Джон Батлер        | 16 октября 1916 года | 16 июля 1919 года     | [ 26 ]               |
| Джордж Хоум        | 17 июля 1919 года    | 30 сентября 1920 года | [ 27 ]               |
| Александр Мюррей   | 1 октября 1920 года  | 31 октября 1920 года  | [ 28 ]               |
| Лайл Пендегаст     | 1 ноября 1920 года   | 4 июля 1921 года      | [ 29 ]               |
| Чарльз Джонс       | 5 июля 1921 года     | 3 января 1922 года    | [ 30 ]               |
| Джеймс Эверингтон  | 4 января 1922 года   | 21 апреля 1922 года   | [ 31 ]               |
| Луис Оукс          | 22 апреля 1922 года  | 1 августа 1923 года   | [ 32 ]               |
| Огаст Воллмер      | 1 августа 1923 года  | 1 августа 1924 года   | [ 33 ]               |
| Р. Ли Хит          | 1 августа 1924 года  | 31 марта 1926 года    | [ 34 ]               |
| Джеймс Дэвис       | 1 апреля 1926 года   | 29 декабря 1929 года  | [ 35 ]               |
| Рой Стекел         | 30 декабря 1929 года | 9 августа 1933 года   | [ 36 ]               |
| Джеймс Дэвис       | 10 августа 1933 года | 18 ноября 1938 года   | [ 37 ]               |
| Дэвид Дэвидсон     | 19 ноября 1938 года  | 23 июня 1939 года     | [ 38 ]               |
| Артур Хоманн       | 24 июня 1939 года    | 5 июня 1941 года      | [ 39 ]               |
| Клеменс Хоррэлл    | 16 июня 1941 года    | 28 июня 1949 года     | [ 40 ]               |
| Уильям Уортон      | 30 июня 1949 года    | 9 августа 1950 года   | [ 41 ]               |
| Уильям Паркер      | 9 августа 1950 года  | 16 июля 1966 года     | [ 42 ] [ 43 ]        |
| Тэд Браун          | 18 июля 1966 года    | 17 февраля 1967 года  | [ 44 ]               |
| Томас Реддин       | 18 февраля 1967 года | 5 мая 1969 года       | [ 45 ]               |
| Роджер Мердок      | 6 мая 1969 года      | 28 августа 1969 года  | Временный шеф        |
| Эдвард Дэвис       | 29 августа 1969 года | 16 января 1978 года   | [ 47 ] [ 48 ]        |
| Роберт Рок         | 16 января 1978 года  | 28 мая 1978 года      | Временный шеф        |
| Дэрил Гейтс        | 28 мая 1978 года     | 27 июня 1992 года     | [ 50 ] [ 51 ] [ 52 ] |
| Вилли Уильямс      | 30 июня 1992 года    | 17 мая 1997 года      | [ 53 ] [ 54 ]        |
| Бэйан Льюис        | 18 мая 1997 года     | 12 августа 1997 года  | [ 55 ]               |
| Бернард Паркс      | 12 августа 1997 года | 4 мая 2002 года       | [ 56 ] [ 57 ]        |
| Мартин Поумрой     | 7 мая 2002 года      | 26 октября 2002 года  | Временный шеф        |
| Уильям Брэттон     | 27 октября 2002 года | 31 октября 2009 года  | [ 59 ] [ 60 ]        |
| Майкл Даунинг      | 1 ноября 2009 года   | 17 ноября 2009 года   | Временный шеф        |
| Чарли Л. Бек       | 17 ноября 2009 года  | 27 июня 2018 года     | [ 62 ] [ 63 ]        |
| Мишель Мур         | 27 июня 2018 года    | 1 марта 2024 года     |                      |
| Доминик Чой        | 1 марта 2024         | 8 ноября 2024 года    | Временный шеф        |
| Джим Макдоннелл    | 8 ноября 2024        | Настоящее время       |                      |